# Rock Hill (Missouri)
Pour les articles homonymes, voir Rock Hill.
Rock Hill est une ville de la proche banlieue de Saint-Louis, dans le comté de Saint-Louis, dans le Missouri, aux États-Unis,. Située au centre-est du comté, elle est incorporée en 1929, en tant que village, puis en 1947, en tant que ville.

## Démographie
Lors du recensement de 2010, la ville comptait une population de 4 635 habitants. Elle est estimée, en 2016, à 4 619 habitants.

### Source de la traduction
- (en) Cet article est partiellement ou en totalité issu de l’article de Wikipédia en anglais intitulé « Rock Hill, Missouri » (voir la liste des auteurs).